# Bún

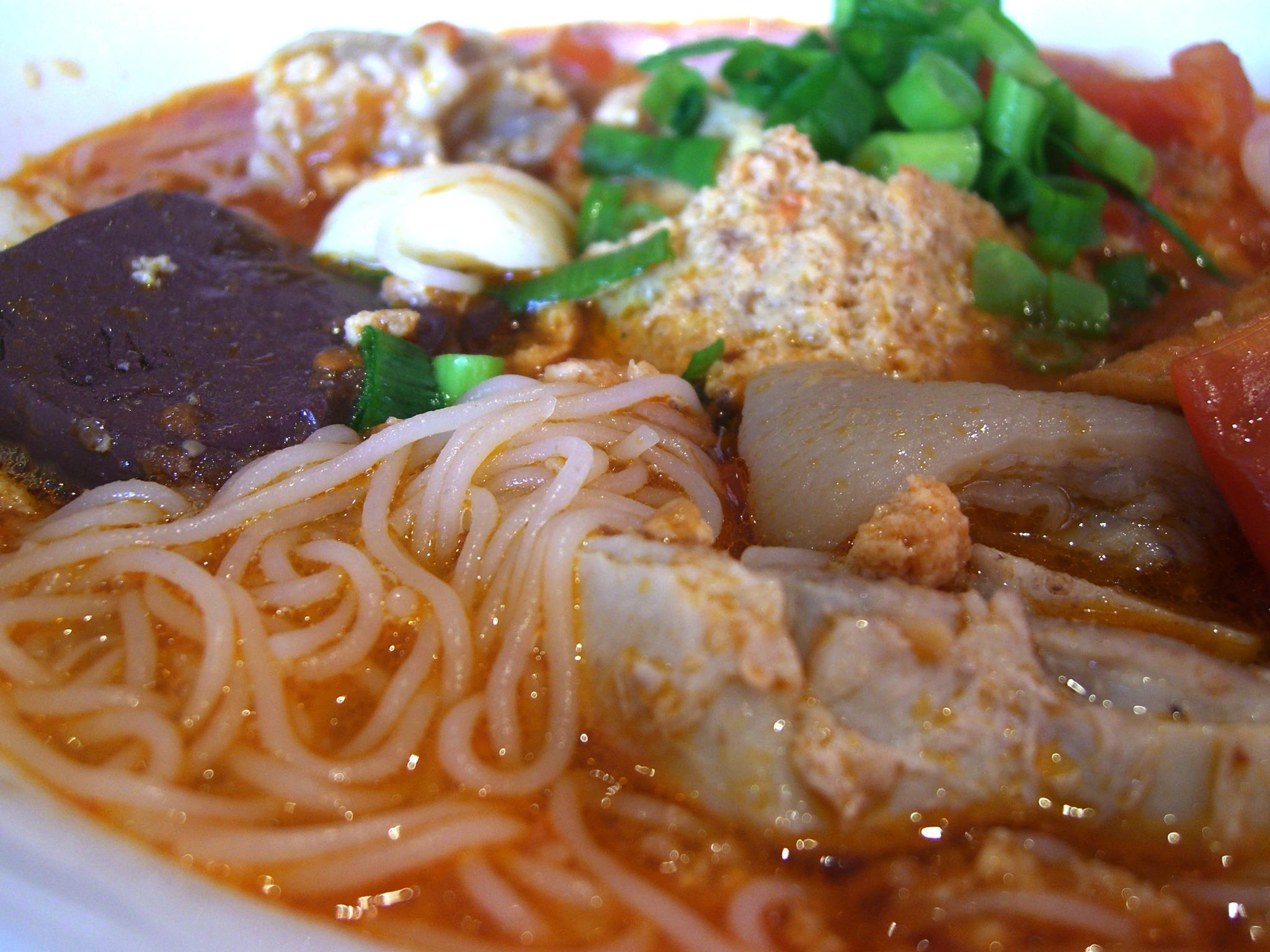
Một tô bún riêu

Trong ẩm thực châu Á, bún là loại thực phẩm dạng sợi tròn, trắng mềm, được làm từ tinh bột gạo, tạo sợi qua khuôn và được luộc chín trong nước sôi. Là một nguyên liệu, thành phần chủ yếu để chế biến nhiều món ăn mà tên món ăn thường có chữ bún ở đầu (như bún cá, bún mọc, bún chả, bún thang, bún qua cầu Vân Nam (Trung Quốc), laksa (Malaysia), bún bò Nam Bộ, bún bò Huế, bún thịt nướng..., bún là một trong những loại thực phẩm phổ biến nhất chỉ xếp sau các món ăn cơm và phở.

## Từ nguyên
Từ bún là một từ Hán Việt cổ, bắt nguồn từ cách phát âm trong tiếng Hán trung cổ sơ kỳ của một từ tiếng Hán được viết bằng chữ Hán là "粉". E. G. Pulleyblank phục nguyên cách phát âm trong tiếng Hán trung cổ sơ kỳ của từ "粉" là punˀ. Chữ Hán "粉" có âm Hán Việt tiêu chuẩn hiện đại là phấn, âm này bắt nguồn từ cách phát âm trong tiếng Hán trung cổ hậu kỳ của từ "粉". Pulleyblank phục nguyên cách phát âm trong tiếng Hán trung cổ hậu kỳ của từ "粉" là fjyn´ (do punˀ biến đổi thành, về sau fjyn´ biến đổi thành fun´) và fun´ (do fjyn´ biến đổi thành). Theo Pulleyblank âm Hán Việt phấn của chữ "粉" bắt nguồn từ âm fjyn´ của từ "粉".

## Lịch sử

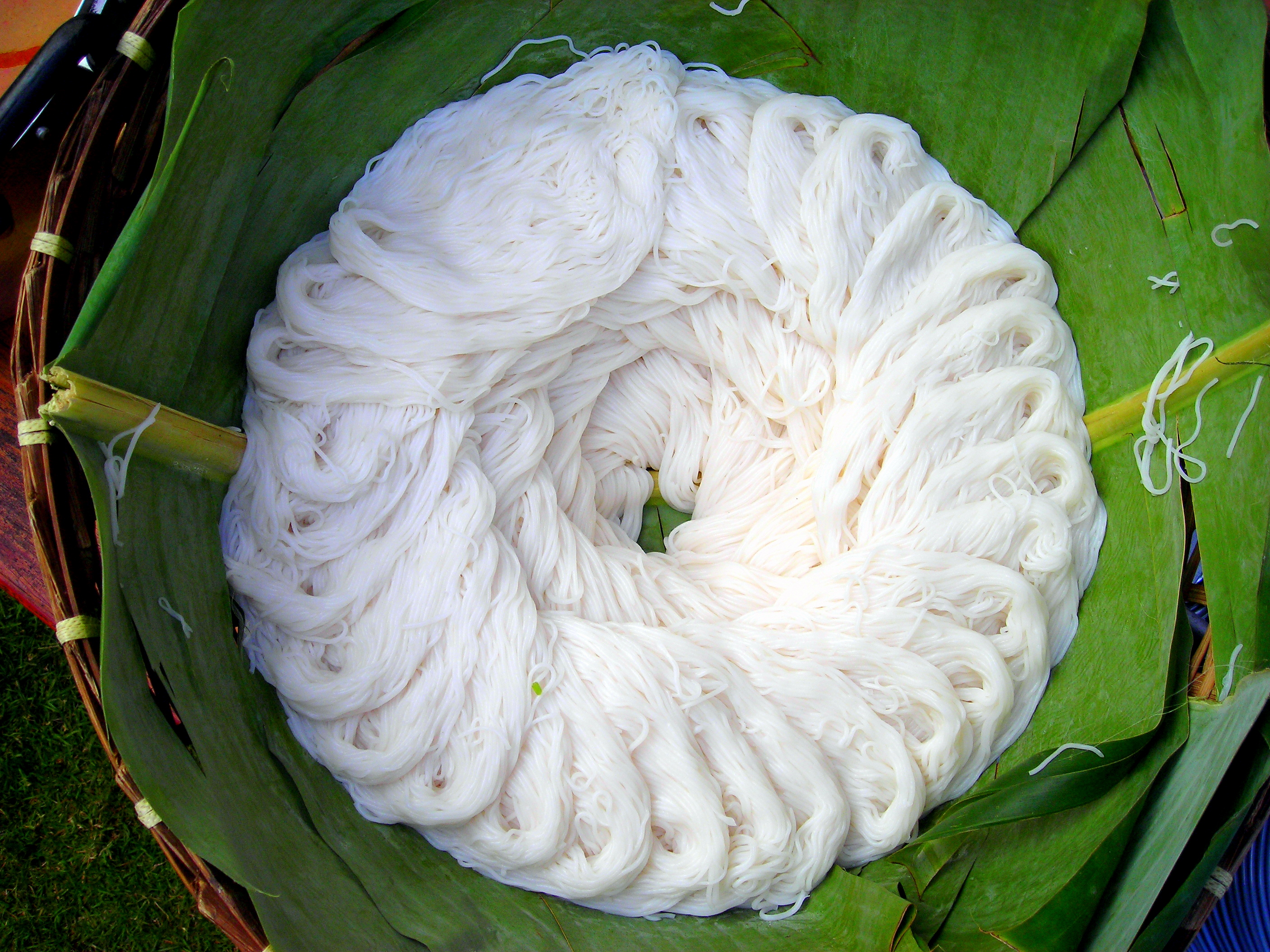
Khanom Chin - bún tươi của Thái Lan

Nhiều người thường thắc mắc là bên Trung Hoa có bún, phở, miến, bánh đa hay không, xin trả lời ngay rằng họ có đủ cả, chỉ là hơi khác ta về cách gọi tên mà thôi. Trong phạm vi bài này ta chỉ tập trung vào một món duy nhất là bún. Bún trong chữ Nôm viết là 𥻸. Phần bên trái là chữ mễ (米) nghĩa là gạo, phần bên phải là chữ bốn (𦊚) để đọc ra âm bún. Bún là thức ăn tinh bột phổ biến thứ ba tại nước ta, chán cơm chán cả phở thì đi ăn bún. Từ Bắc chí Nam, ở đâu vùng nào cũng đều gọi là bún. Bún và phở cùng làm từ bột gạo tẻ nhưng có một số đặc điểm khác nhau như sau:
Thứ nhất, rõ ràng nhất về mặt hình thức, bún sợi nhỏ, tiết diện tròn, màu trắng tinh, phở sợi to, dẹt, tiết diện hình chữ nhật, màu trắng đục.
Thứ hai, bột gạo làm bún sau khi đẩy qua lỗ nhỏ thành sợi được thả ngay vào nồi nước sôi luộc khoảng một phút còn phở thì phải hấp, tráng như bánh cuốn rồi mới cắt sợi.
Thứ ba, bột bún phải được lên men còn bột phở xay ra phải nấu ngay cho khỏi chua.
Về cơ bản người Hoa có hai loại "thức ăn sợi" là miến điều (麵條) và mễ phấn (米粉). Miến điều tiếng Việt ta dịch là mì, nghĩa là các loại sợi làm bằng bột mì. Mễ phấn là tên gọi chung tất cả các loại sợi làm bằng bột gạo tẻ hay nói cách khác  bao gồm phở, bún, hủ tiếu, mì Quảng, bánh hỏi, bánh đa (cua). Miền Bắc Trung Quốc ăn bột mì nhiều nên dùng miến điều là chính, miền Nam Trung Quốc giống ta ăn nhiều gạo hơn nên mới có mễ phấn. Bún là mễ phấn sợi nhỏ, phổ biến ở các nước Đông Nam Á hơn là Trung Quốc. Tiếng Hán gọi bún là Quế Lâm mễ phấn (Quế Lâm là thành phố lớn của Quảng Tây – tỉnh giáp với Đông Bắc Việt Nam). Tiếng Anh gọi bún là rice vermicelli để phân biệt với rice noodles, rice là gạo còn vermicelli là một loại pasta có sợi rất nhỏ.
Người Hán giải thích việc ra đời của mễ phấn có hai giả thuyết. Thứ nhất là vào thời Ngũ Hồ loạn Hoa (304 – 439) chiến tranh liên miên dẫn đến sự rút lui của nhà Tấn về miền Nam Trung Quốc, trên đường vừa chạy giặc vừa phải đảm bảo việc ăn uống, người ta nghĩ ra cách làm bún. Là món ăn làm từ gạo, đã nấu chín sẵn, khi ăn chỉ việc thả vào nước sôi (kiểu mì ăn liền) mà lại dễ dàng vận chuyển, không rơi vãi như gạo. Phương án thứ hai được đưa ra là sự di cư của người Hán từ phía Bắc xuống phía Nam mang theo văn hóa làm mì, trong khi miền Nam lại không có lúa mì nên họ thay bằng bột gạo. Bún không bảo quản được lâu như mì, tốn gạo, làm lại vất vả nên ngày xưa bún là món ăn cao cấp, bún xào là món đãi khách của nhà quan thời đó.
Vậy thì ngày nay ta còn có thể ăn được bún Trung Quốc ở đâu? Hồng Kông và Quảng Đông – Phúc Kiến hay thậm chí Đài Loan có rất nhiều món mì gạo nhưng chúng giống phở hơn là bún. Muốn ăn bún sợi nhỏ phải đi sâu xuống miền Nam với hai món nổi tiếng đó là Bún qua cầu Vân Nam và Bún ốc Liễu Châu. Các dân tộc thiểu số như người Hà Nhì, người Choang luôn yêu chuộng việc làm bún và dùng bún để ăn trong dịp Tết Nguyên Đán.
Bún qua cầu mà hay được dịch qua tiếng Việt là mì qua cầu, rất nổi tiếng ở tỉnh Vân Nam. Cái tên gọi rất thú vị Quá kiều mễ tuyến – bún qua cầu này xuất phát từ một câu chuyện cảm động. Món này ăn ngon nhất ở huyện Mông Tự, vì câu chuyện cũng diễn ra ở đây. Có một anh chàng dùi mài kinh sử để chờ ngày lên kinh ứng thí nên chọn địa điểm ngồi học là hòn đảo nhỏ giữa hồ cho yên tĩnh. Hằng ngày vợ anh mang cơm ra, nhưng từ nhà đến chỗ chồng ngồi học phải đi khá xa, lại phải qua một cái cầu mới sang được đảo, đến nơi thì thức ăn nguội cả, canh thì lạnh, bún thì nhũn. Cô vợ thương chồng quá mới nghĩ ra một cách là nấu nước dùng trong nồi đất, ninh thịt gà đến khi nước đặc lại, có một lớp mỡ dày nổi ở trên để giữ nhiệt cho nước dùng bên dưới. Bún và thịt gà để riêng sang một bát khác, khi ăn mới thả vào nước. Người chồng ăn bún nóng hổi ngon quá mới hỏi vợ đây là món bún gì. Cô vợ nghĩ đến con đường hằng ngày mình đi mà trả lời chồng là món bún qua cầu. Đại loại truyện uyên ương tình cảm là vậy và quan trọng là cách ăn như thế vẫn truyền lại đến tận ngày nay.
Món thứ hai là bún ốc Liễu Châu, có vị cay nồng của nước dùng. Người Hoa có câu nổi tiếng về các thành phố ở Giang Nam: "Sinh ở Tô Châu, sống ở Hàng Châu, ăn ở Quảng Châu, chết ở Liễu Châu". Tô Châu nhiều gái đẹp, sinh ở đấy thì được cái mặt tiền tử tế, Hàng Châu cảnh đẹp, sạch sẽ lắm chỗ chơi bời, Quảng Châu giáp biển, khí hậu ấm áp nên đủ món ngon rừng biển (người Quảng Châu ăn tất cả những gì hai chân trừ con người, tất cả những gì bốn chân trừ cái ghế). Thế còn "chết ở Liễu Châu"? Là vì Liễu Châu có nhiều gỗ tốt, nổi tiếng với nghề đóng quan tài. Dân ở đây cho rằng "quan tài" là viết tắt của "thăng quan phát tài" nên mới có chuyện độc nhất vô nhị là bán quan tài nhỏ xinh làm đồ lưu niệm, quan chức mua quan tài biếu nhau dịp lễ tết. Thế nhưng ngoài việc mua quan tài về làm quà thì cũng nên thử qua món bún.
Có giả thiết cho rằng, người Hán truyền cho người Thái cách làm bún, vì người Thái vốn sống ở miền nam Trung Quốc trước khi tràn xuống chiếm đất Thái Lan bây giờ. Bún của người Thái gọi là Khanom chin mà trong đó chữ chin nghĩa là Trung Quốc. Còn các trường hợp Lào, Campuchia, Myanmar, Malaysia và Indonesia thì có ý kiến cho rằng do Hoa Kiều đến định cư rồi dần bản địa hóa món bún. Người Thái hay ăn bún với canh tom yum.

## Phân biệt bún và thực phẩm dạng sợi khác
Về cơ bản bún, mì sợi, bánh phở, bánh đa, miến hay hủ tiếu khô đều sử dụng tinh bột của ngũ cốc, chủ yếu là gạo tẻ, có quy trình làm bột và ra thành phẩm gần tương tự nhau. Tuy vậy, giữa chúng ít nhiều có sự phân biệt nhất định theo thành phần nguyên liệu hoặc phương thức chế biến: Bún được làm thủ công, sử dụng tinh bột gạo tẻ, sợi có tiết diện tròn, mềm. Mì sợi dùng tinh bột gạo tẻ hoặc bột mì, đôi khi kết hợp với một số nguyên liệu khác như trứng (mì trứng); được cắt sợi vuông hoặc sợi tròn nhỏ và thường được phơi khô. Bánh phở dùng tinh bột gạo tẻ, tráng mỏng và cắt thành sợi dài. Bánh đa có cách làm gần tương tự như bánh phở nhưng có thể kết hợp với cả bột đao, và thành phẩm thường được phơi khô; có loại bánh đa như bánh đa cua dùng bột gạo kết hợp với thịt cua, phơi khô. Miến có sợi tiết diện hình vuông nhỏ, thường làm từ bột đao, bột dong, phơi khô thành phẩm. Một sản phẩm khác, thịnh hành tại miền Nam Việt Nam, gần tương tự như bún là món hủ tiếu, tuy có sợi nhỏ, dai và dài nuột hơn sợi bún.

## Quy trình làm bún
Quy trình làm bún nhìn chung khá cầu kỳ và mất nhiều thì giờ tuy về cơ bản trong mọi làng nghề, mọi gia đình làm bún thủ công đều có cách thức tương tự: gạo tẻ được lựa chọn kỹ càng để lấy gạo dẻo cơm, thường là gạo mùa. Gạo được vo, đãi sạch và đem ngâm nước qua đêm. Sau đó đưa gạo đã ngâm vào máy xay nhuyễn cùng với nước để tạo thành bột gạo dẻo, nhão. Bột lại được ủ và chắt bỏ nước chua, rồi đưa lên bàn ép, xắt thành quả bột to cỡ bắp chân người lớn. Các quả bột lại tiếp tục được nhào, trộn trong nước sạch thành dung dịch lỏng rồi đưa qua màn lọc sạch sạn, bụi tấm để tạo thành tinh bột gạo.
Tinh bột gạo được cho vào khuôn bún. Khuôn bún thường làm bằng chất liệu dạng ống dài, phía đầu khuôn có một miếng kim loại đục các lỗ tròn. Công đoạn vắt bún thường được thực hiện bằng tay hoặc dùng cánh tay đòn để nén bột trong khuôn qua các lỗ. Bột chảy đều qua các lỗ khi khuôn bị vặn, nén, tạo thành sợi bún, rơi xuống nồi nước sôi đặt sẵn dưới khuôn. Sợi bún được luộc trong nồi nước sôi khoảng vài ba phút sẽ chín, và được vớt sang tráng nhanh trong nồi nước sạch, nguội để sợi bún không bị bết dính vào nhau.
Cuối cùng là công đoạn vớt bún trong nồi nước tráng và dùng tay vắt thành con bún, lá bún, hoặc bún rối. Bún thành phẩm được đặt trên các thúng tre có lót sẵn lá chuối, hong khô và ủ trước khi đem ra chợ bán.
Hiện nay bún đã được sản xuất bằng máy, làm tăng sản lượng bún, rút ngắn thời gian.

## Các loại bún
Trong ẩm thực Việt Nam, bún là loại thực phẩm dạng sợi tròn, trắng mềm, được làm từ tinh bột gạo tẻ, tạo sợi qua khuôn và được luộc chín trong nước sôi. Là một nguyên liệu, thành phần chủ yếu để chế biến nhiều món ăn mà tên món ăn thường có chữ bún ở đầu (như bún cá, bún mọc, bún chả, bún thang, v.v.), bún là một trong những loại thực phẩm phổ biến nhất trong cả nước, chỉ xếp sau các món ăn dạng cơm, phở.

### Bún rối
Bún rối là loại bún sau khi được vớt ra khỏi nồi nước tráng, được để trong thúng một cách tương đối lộn xộn không có hình thù khối rõ rệt. Bún rối là loại tương đối phổ biến và thích hợp cho nhiều món ăn, đặc biệt là các món bún nước như bún bò Huế, bún thang, bún riêu v.v.

### Bún vắt
Bún vắt hay bún lá: các sợi bún được vắt thành từng dây có đường kính độ 4-5mm, dài cỡ 30–40 cm. Khi ăn các lá bún này được cắt thành từng đoạn ngắn. Thích hợp cho một số món bún dạng chấm như bún đậu mắm tôm, bún chả, bún nem v.v.

### Bún nắm
Bún nắm là các sợi bún được nắm thành từng bánh nhỏ, bẹt. Ít phổ biến hơn hai loại bún nói trên.

### Khanom chin
Khanom chin (tiếng Thái: ขนมจีน, phát âm [khanòm chin]) là loại bún tươi trong ẩm thực Thái Lan được làm từ gạo đôi khi được lên men trong ba ngày, đun sôi và sau đó được làm thành mì bằng cách đùn bột qua rây trong nước sôi. Khanom chin được phục vụ với nhiều loại nước dùng: nước cốt dừa, cà ricá và ớt. Mặc dù từ nguyên chin có nghĩa ám chỉ nước Trung Quốc trong tiếng Thái, nhưng loại bún này có nguồn gốc từ người Môn sinh sống ở khu vực hiện là miền trung Thái Lan. Từ khanom chin có lẽ bắt nguồn từ hanom cin (tiếng Môn: ခၞံစိန်) trong tiếng Môn có nghĩa là sợi gạo luộc trong nước.

Khi khanom chin được phục vụ, nước dùng được thêm vào. Mỗi địa phương có một loại nước sốt khác nhau như nước cốt dừa, cá, sốt cà ri, tương ớt và cà ri với nước cốt dừa như cà ri xanh, sốt thịt lợn cay và canh chua nội tạng cá. 

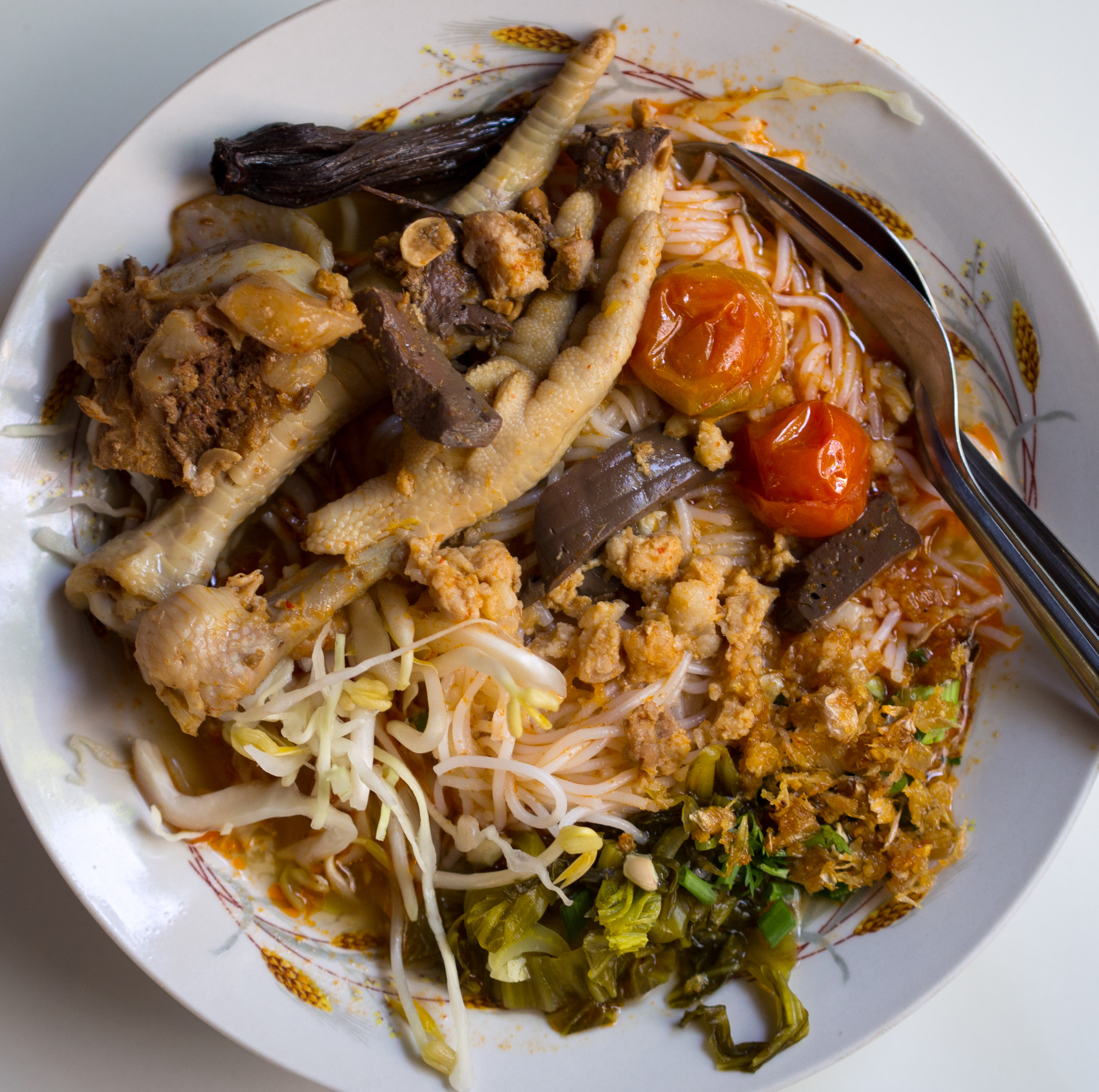
Khanom chin nam ngiao

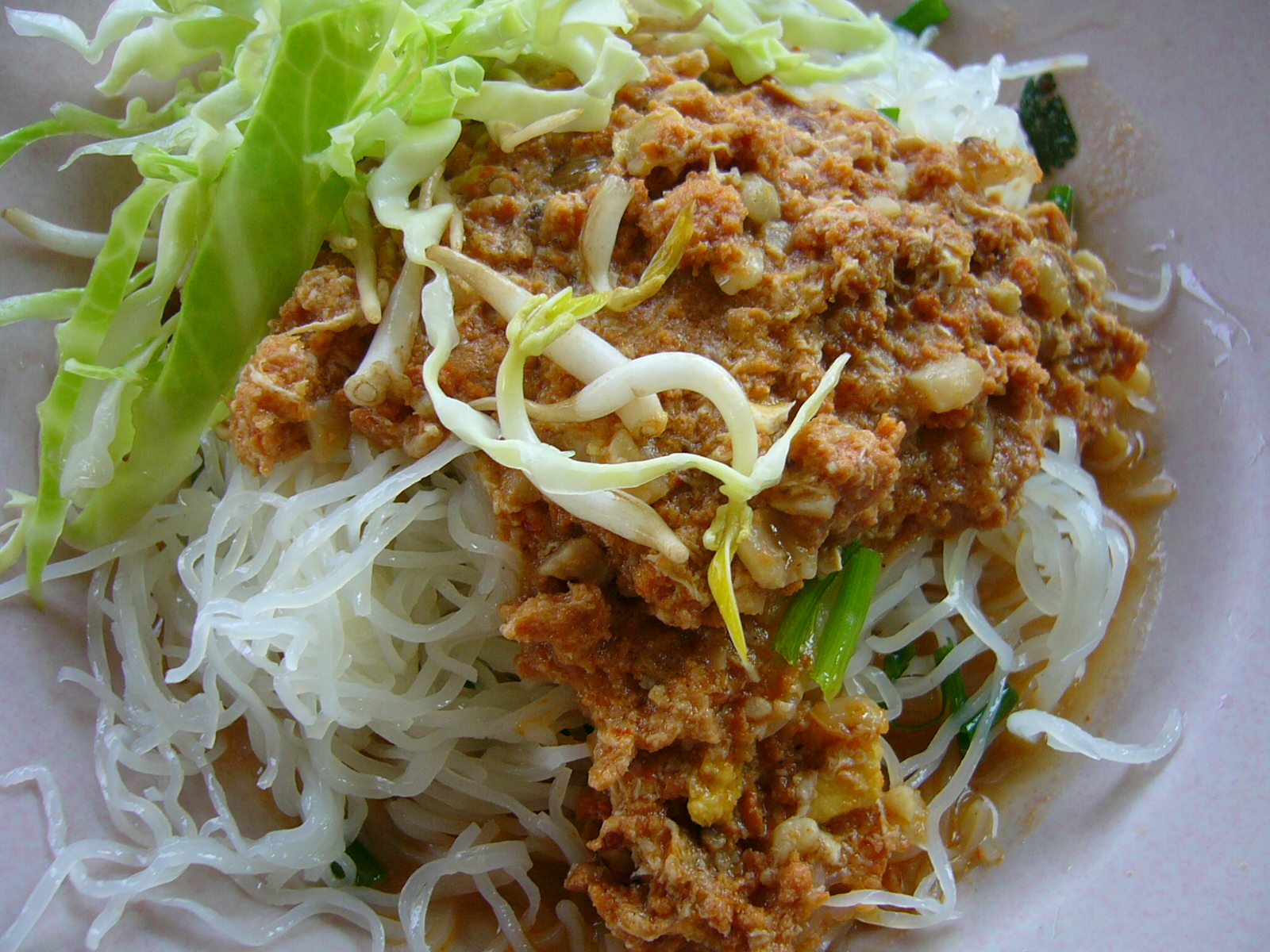
Khanom chin nam ya

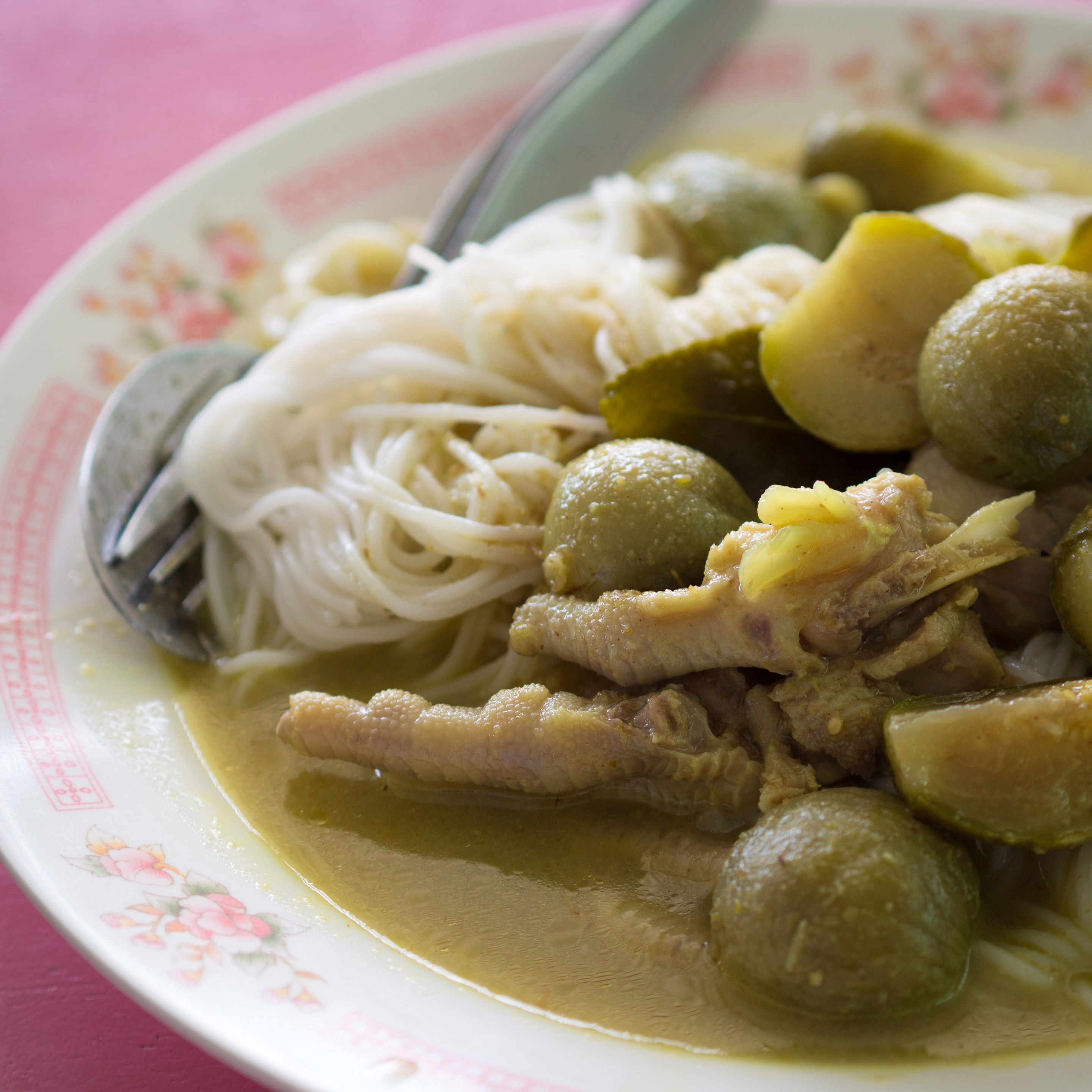
Khanom chin kaeng khiao wan kai

Kanom chin được ăn với rau tươi và đồ chua làm gia vị. Ở miền Bắc, bắp cải muối và giá sống là đặc trưng. Ở miền Trung, hoa chuối, đinh lăng, dưa chuột, giá sống, đu đủ sống, húng quế, rau má, khổ qua, rau muống. Một loại gia vị khác là trứng luộc chín và ớt nướng. Ở phía đông bắc, các loại rau tươi như rau dớn, cây keo dậu và rau mùi tây. Ở miền nam, các loại rau tươi như đậu cô ve, ô liu và dưa chua.

## Một số món ăn dùng bún
Các món ăn sử dụng bún như một nguyên liệu chính, trong ẩm thực Việt Nam rất đa dạng và thường chia thành vài nhóm như sau:

### Các món bún nước ở Việt Nam
Là các món bún có sử dụng nước dùng, đặc biệt phổ biến trong Nam ngoài Bắc với rất nhiều dạng thức: bún nước lèo với nước dùng từ mắm bò hóc; bún riêu với gạch và thịt cua; bún ốc với ốc đồng, nước ốc, dấm bỗng và rau ghém các loại; bún cá sử dụng cá xắt miếng to rán và cá băm nhuyễn làm chả cá; bún thang với giò, thịt gà và trứng tráng mỏng thái chỉ, gia chút tinh dầu cà cuống; bún mọc sử dụng giò sống, nấm hương và thịt chân giò; bún bò Huế với chân giò và các loại rau thơm; bún riêu Nam Bộ với thịt cua, thịt bò, tiết xắt miếng, đậu phụ chiên; bún ngan, bún vịt dùng thịt ngan, vịt kết hợp với măng tươi hoặc măng chua; bún bung với thịt chân giò hoặc sườn nấu nước dùng, ăn kèm dọc mùng; bún sứa với nạc cá thu quết nhuyễn làm chả, mắm ruốc làm nước dùng và sứa tươi xắt miếng; bún mắm với mắm cá sặc, mắm linh làm nước dùng và cá bông lau, thịt quay, ốc, tôm, mực, cà tím ăn kèm v.v...
Nồi nước dùng cho các món bún thường trong, ngọt do thường sử dụng nguyên liệu là xương, thịt động vật, mắm, hạt nêm, tôm nõn, nấm hương ninh trong nhiều giờ. Bún được chần sơ trong nước sôi, cho vào bát và bày lên trên bát những thực phẩm ăn kèm (tùy loại bún), rau thơm các loại, sau đó trút nước dùng ngập bún. Bát bút sau đó được bày ra bàn ăn cho thực khách với một số gia vị khác ăn kèm như ớt chưng, bột tiêu, ớt ngâm dấm, chanh cắt miếng, rau thơm v.v...

### Các món bún nước ở Châu Á

#### Bún qua cầu (Trung Quốc)
Một trong những món ngon nổi tiếng của Vân Nam đó là món Bún qua cầu, món ăn mà bất cứ khách du lịch nào ghé qua cũng muốn một lần thử thưởng thức.
Món bún qua cầu này nổi tiếng không chỉ nhờ độ ngon mà còn nhờ câu chuyện và ý nghĩa đằng sau khiến nhiều người cảm thấy thú vị lẫn yêu thích.
Câu chuyện này bắt đầu từ một chiếc hồ rất đẹp ở Vân Nam, Trung Quốc. Đây là một hồ nước rộng lớn và đẹp đến mức được ví như viên ngọc bích xanh thẳm giữa trời đất bao la. Điểm đặc biệt của hồ nước này là chính giữa hồ có một hòn đảo nhỏ che phủ nhiều cây xanh mát mẻ và vô cùng yên tĩnh.
Với không gian thiên nhiên thoáng mát và trong lành lý tưởng như thế nên hòn đảo này nhanh chóng trở thành địa điểm thu hút các học sĩ tìm đến để học tập chuẩn bị cho kỳ thi quan chức. Trong số các học sĩ này có một người đặc biệt siêng năng đến mức ở hẳn luôn trên đảo quyết tâm ôn tập giành thứ hạng cao trong kỳ thi sắp tới.
Lúc này, người vợ của anh học sĩ phải hàng ngày mang cơm ra cho chồng ăn để có sức học hành. Muốn qua được đến hòn đảo thì người vợ này phải băng qua một cây cầu rất dài nên cơm canh sau khi được mang qua cầu và đến tay anh chồng đã nguội lạnh ăn không còn ngon nữa. Lâu ngày, vì ăn không ngon miệng nên anh chồng bắt đầu sinh bệnh, ốm yếu, gầy mòn khiến người vợ cảm thấy vô cùng xót xa. Từ đó, cô vợ bắt đầu suy nghĩ xem làm cách nào để món ăn sau khi qua cầu vẫn còn nóng hổi để chồng ăn ngon miệng hơn. Sau nhiều ngày suy nghĩ, người vợ nảy ra ý tưởng mới và cô bèn bắt tay vào thử nghiệm ngay. Cô vợ làm một con gà để hầm lấy nước dùng, sau đó chuẩn bị các nguyên liệu khác như bún, thịt, rau... cho vào từng bát riêng lẻ.
Sau đó mỗi bữa ăn, người vợ mang từng bát nguyên liệu khác nhau sang cho chồng. Món sau cùng sẽ làm bát nước dùng gà chưa cho nguyên liệu vào nên vẫn còn rất nóng hổi. Đặc biệt, trong quá trình chế biến người vợ cũng phát hiện ra rằng, nếu cho thêm một lớp váng mỡ lên trên bát nước dùng sẽ giúp bát nước dùng giữ độ nóng lâu hơn.
Từ đó về sau, thức ăn đến tay anh chồng đều vẫn còn độ nóng nên anh chồng ăn ngon miệng hơn, sức khỏe dần trở nên tốt hơn nên cũng tập trung hơn vào việc học hành. Cuối cùng, anh chồng đã đỗ cao trong kỳ thi sau đó và anh ta luôn nhớ đến món bún mà vợ phải băng qua cầu mỗi ngày mang sang cho anh. Ngày nay, bún qua cầu được lan truyền rộng rãi trong dân gian với ý nghĩa về tình vợ chồng sâu sắc.

#### Bún ốcLiễu Châu(Trung Quốc)
Ở Liễu Châu, các món ăn được chế biến từ ốc vô cùng phong phú, có món để cả vỏ, có món thì bỏ vỏ, có món thì luộc, có món thì xào nói chung rất đa dạng và đặc biệt có món "bún ốc" vừa thơm vừa cay, ăn rất ngon miệng, nó đã hình thành nên một nét văn hoá độc đáo về các món ăn chế biến từ ốc. Bún ốc truyền thống được làm từ một loại bún mềm mại ngon miệng của Liễu Châu và cho thêm măng chua, mộc nhĩ, lạc rang, váng đậu chiên, nấm kim châm, rau sống tươi non sau đó chan nước canh hầm ốc có vị chua cay vừa phải.

#### Bún Laksa (Malaysia)
Bún Laksa là món bún nước có nguồn gốc xuất xứ từ những người Peranakan là những người Hoa định cư dọc eo biển Malacca. Món ăn này trở nên phổ biến và nổi tiếng hơn gắn liền với các đất nước Malaysia, Singapore và Indonesia.

#### BúnTom yum(Thái Lan)
Nhắc tới ẩm thực xứ chùa vàng, không thể bỏ qua canh chua hải sản tom yum ăn kèm bún. Đây là cách ăn lâu đời nhất của người Thái, và không chỉ ở nhà hàng hay các quán ăn bình dân ở Thái Lan, ngay cả người Việt Nam cũng mở những quán bún Thái Lan trong nước.

### Các món bún khô
Trong sự đối sánh với loại bún nước sử dụng nước dùng nói trên là các loại bún ăn khô. Có thể kể đến một số loại bún không được chế biến với nước dùng ngập trong bát như: bún chả dùng bún đặt trên đĩa và gắp dần vào bát nước chấm có chả nướng; bún hến có cách làm và nguyên liệu gần tương tự cơm hến; bún ăn kèm với sườn non bung chuối hoặc ba ba om chuối, ốc chuối đậu; bún đậu mắm tôm dùng bún lá chấm mắm tôm, ăn kèm đậu chiên vàng; chả cá Lã Vọng cho bún vào bát với chả cá và rau thơm, trộn mắm tôm; bún bò Nam Bộ trộn bún với nước mắm, rau thơm và thịt bò; bún tôm càng nướng ăn kèm tôm càng nướng với lạc rang, rau sống, nước mắm chua ngọt v.v.
Những món bún không có nước dùng này thường được chấm vào một loại mắm (mắm tôm, mắm tép), hoặc trộn trong nước mắm pha với những thực phẩm ăn kèm như chả nướng, đậu rán, nem rán v.v.

### Bún xào
Tuy không phổ biến bằng mỳ xào hay phở xào, trong thực tế bún cũng được sử dụng để xào trong mỡ hoặc dầu ăn, với một vài món như bún xào tim cật, bún xào thịt bò v.v.

### Bún trộn
Người Thái Lan có món bún trộn (วิธีทำยำขนมจีน) như một món ăn nhẹ khai vị, bao gồm bún tươi, cá thu chiên giòn (đã gỡ xương xé nhỏ), đậu đũa, hành tím. Pha hỗn hợp nước trộn gồm đường, nước mắm và nước cốt chanh vào bát trộn đều và khuấy đều cho đến khi đường tan hết. Sau đó cho ớt cayenne, ớt đỏ, hành tím, hành lá xắt nhỏ vào trộn đều.

### Thực phẩm ăn liền
Hiện nay, bên cạnh các loại mì, phở, cháo ăn liền, đã xuất hiện nhiều loại bún ăn liền (bún mắm, bún riêu v.v.) được sản xuất công nghiệp, đóng bún khô và các loại gia vị trong gói nilon hoặc cốc giấy. Người sử dụng có thể mua về, cho nước sôi ngâm khoảng 5 phút là có thể sử dụng.

## Vấn đề vệ sinh
Là một trong những thực phẩm hết sức phổ biến ở Việt Nam, vừa như một thức quà lại vừa như một đồ ăn thay bữa ăn chính, nhưng cách thức sản xuất bún vẫn mang tính chất địa phương nhỏ lẻ, thiếu sự kiểm soát chất lượng và vệ sinh an toàn thực phẩm cần thiết. Cá biệt có nơi việc sản xuất và tiêu thụ bún được quy tụ thành làng nghề như làng nghề bún Nghĩa Mỹ (Quảng Ngãi), Phú Đô (Hà Nội), Song Thằn (Bình Định), Đa Mai (Bắc Giang), Đông Cận (Hải Dương), Viên Tiêu (Hưng Yên), Ném Tiền (Bắc Ninh), Yên Trì (Quảng Ninh), Tái Kênh (Hà Nam) v.v... Nhưng tất cả mọi công đoạn làm bún vẫn mang tính chất thủ công và có thể gây mất vệ sinh. Bên cạnh đó, có tình trạng người làm bún thiếu lương tâm đã sử dụng những hóa chất đặc biệt như formol, tinopal để bảo quản bún, gây độc hại cho sức khỏe người sử dụng.